# هنري جيمس كلارك
هنري جيمس كلارك (بالإنجليزية: Henry James Clark)‏ هو عالم طبيعي وعالم نبات أمريكي، ولد في 22 يونيو 1826 في مقاطعة بريستول في الولايات المتحدة، وتوفي في 1873 في أميرست في الولايات المتحدة.